# Man (Unix)

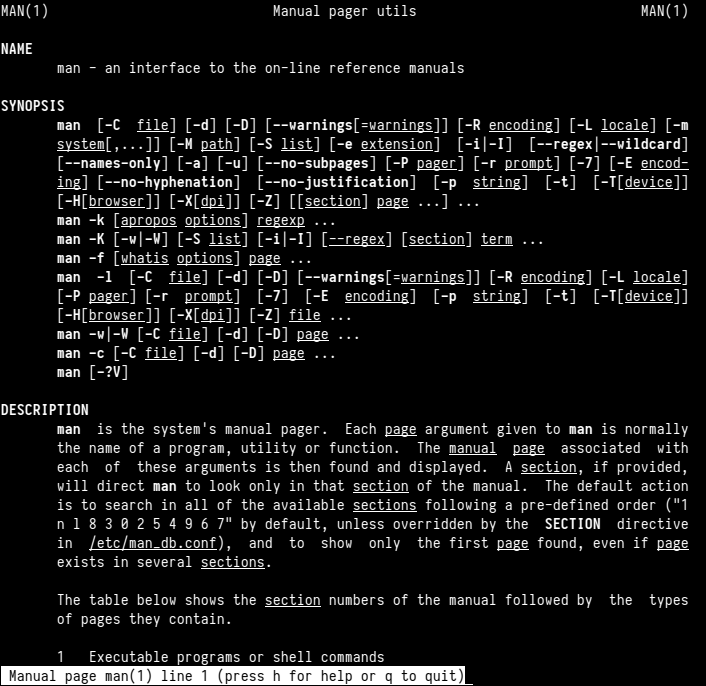
man pages sendo executado

O man é o comando do sistema Unix e similares que exibe, de forma adequada, as páginas de manual do Unix, ou man pages, que são pequenos arquivos de ajuda.
A forma de invocar a ajuda é:
```
 
man
 
[
 
-tnkew
 
]
 
[
 
seção
 
]
 
página
 
...

```